# Demetrios II
Demetrios II  eller Demetrios II Nikator kung i seleukidriket mellan 145-139 f.Kr. och 129-126 f.Kr.
Flydde landet tillfälligt när hans far Demetrios I blev avsatt och dödad av Alexander Epifanes, återvände dock snart och återtog tronen från denne.
Demetrios II Nikator i sin tur blev bortdriven av släktingen, de blivande Antiochos VI. Blev tvungen att fly men tillfångatos i Persien/Medien. Efter 10 år frigavs han och fick tronen av brodern 
Antiochos VII Sidetes som återtagit tronen under Demetrios frånvaro.